# Супербоул IV
Супербоул IV (англ. Super Bowl IV) — решающая игра сезона 1969 года между командами Американской футбольной лиги «Канзас-Сити Чифс» и Национальной футбольной лиги «Миннесота Вайкингс».
Игра прошла 11 января 1970 года на стадионе «Тулейн Стэдиум» в городе Новый Орлеан (штат Луизиана), в присутствии 80562 зрителей.
Победу в матче одержала команда «Канзас-Сити Чифс» со счётом 23:7. Самым ценным игроком был признан квотербек «Канзас-Сити» Лен Доусон. Следующий раз «Чифс» выиграли Супербоул спустя ровно 50 лет, в 2020 году.

## Перед игрой
Новый Орлеан получил право на матч 19 марта 1969 года на собраниях владельцев.
Большинство спортивных писателей предполагали, что Миннесота легко победит Канзас-Сити. Несмотря на то, что предыдущий Супербоул выиграла команда АФЛ, многие думали, что это случайность.

## Трансляция
В США игру транслировал CBS. CBS уничтожила запись матча.

## Ход матча

### Первая четверть
Викинги начали игру, получив стартовый мяч и пройдя от своей собственной 20-ярдовой линии до 39-ярдовой линии Канзас-Сити. Миннесота прошла только 6 ярдов за три дауна и решила бить пант. Затем Чифс прошли 42 ярда за восемь розыгрышей. Чифс попробовали 48-ярдовую попытку филд гола. И на глазах ошарашенных Викингов они забили филд гол. Миннесоте тогда удалось достичь половине поля. Но она предпочла сделать пант снова.
На первой игре после панта Миннесоты, Доусон двумя пасами набрал 29 ярдов.

### Вторая четверть
Четыре розыгрыша спустя Стенеруд бил филд гол (3 предыдущих паса не пойманы) чтобы увеличить лидерство Чифс.
После этого обе команды обменялись перехватами. Сначала Викинги сделали «фамбл» который подобрал игрок Чифс. Затем квотербек Чифс бросил перехват.
Однако викинги также не смогли воспользоваться перехватом. Два не пойманных паса Каппа и безуспешный проход вынудили Миннесоту бить пант. Затем Чифс вступили во владение на 44-ярдовой линии Викингов после того, как пант игрока Боба Ли пролетел всего 39 ярдов. 19-ярдов пробежал Питтс на третьем дауне чтобы создать ещё одну попытку Стенеруда для филд гола, чтобы увеличить преимущество Канзас-Сити до 9-0.
Викинги прошли 9 ярдов и сыграли четвёртый даун, но не прошли пару сантиметров. Канзас получил короткое поле и увеличил преимущество Канзас-Сити до 16-0.
Миннесота возвратила мяч и набрала 27 ярдов чтобы перевести мяч на 41-ярдовую линию Канзаса. Тем не менее, в следующих трех розыгрышах они только потеряли 8 ярдов. На четвёртом дауне они попробовали 58-ярдовый филд гол, (время заканчивалась) но он даже не долетел до ворот.

### Третья четверть
В третьей четверти Чифс сумели сделать четыре паса на 47 ярдов. Но им пришлось бить пант. Миннесота также сделала хорошую атаку, поскольку она прошла 69 ярдов в 10 розыгрышах, чтобы сделать тачдаун уменьшая преимущество Канзаса до 16-7. Тем не менее, Канзас-Сити ответил на своем следующем владение с 82-ярдовым проходом и 46-ярдовым тачдауном

### Четвёртая четверть
Викинги были деморализованы после тачдауна Чифс и ничего не набрали в четвёртой четверти. Чифс результат устраивал и они пробовали набрать очки.

### Итоговая статистика
Супербоул IV: Канзас-Сити Чифс 23, Миннесота Викинги 7
|               | 1 | 2  | 3 | 4 | ФИНАЛ |
| ------------- | - | -- | - | - | ----- |
| Викинги (НФЛ) | 0 | 0  | 7 | 0 | 7     |
| Чифс (АФЛ)    | 3 | 13 | 7 | 0 | 23    |

на Тулейн Стэдиум, Новый Орлеан, Луизиана
- Дата : 11 января 1970 г.
- Время игры : 14:40 CST
- Погода в игре : 61 ° F (16 ° C), сильная облачность, мокрое поле, часы торнадо, выпущенные для зоны до начала матча

| KC-Канзас, MIN-Миннесота \| четверть \| Время \| команда \| Оценка информации \| счет \| счет \| \| четверть \| Время \| команда \| Оценка информации \| MIN \| KC \| \| -------- \| ----- \| ------- \| ----------------------------------------------------------------------------- \| ---- \| ---- \| \| 1 \| 6:52 \| KC \| 48-ярдовый филд гол Яна Стенеруда \| 0 \| 3 \| \| 2 \| 13:20 \| KC \| 32-ярдовый филд гол Стенеруд \| 0 \| 6 \| \| 2 \| 7:52 \| KC \| 25-ярдовый филд гол от Стенеруд \| 0 \| 9 \| \| 2 \| 5:34 \| KC \| Майк Гарретт 5-ярдовый тачдаун Стенеруд экстрапоинт \| 0 \| 16 \| \| 3 \| 4:32 \| MIN \| Дэйв Осборн 4-ярдовый тачдаун Фред Кокс экстрапоинт \| 7 \| 16 \| \| 3 \| 1:22 \| KC \| Отис Тейлор 46-ярдовый прием в тачдаун от Лена Доусона , Стенеруд экстрапоинт \| 7 \| 23 \| В четвёртой четверти команды не набирали очки |       |         |                                                                               |      |      |
| четверть | Время | команда | Оценка информации                                                             | счет | счет |
| четверть | Время | команда | Оценка информации                                                             | MIN  | KC   |
| 1 | 6:52  | KC      | 48-ярдовый филд гол Яна Стенеруда                                             | 0    | 3    |
| 2 | 13:20 | KC      | 32-ярдовый филд гол Стенеруд                                                  | 0    | 6    |
| 2 | 7:52  | KC      | 25-ярдовый филд гол от Стенеруд                                               | 0    | 9    |
| 2 | 5:34  | KC      | Майк Гарретт 5-ярдовый тачдаун Стенеруд экстрапоинт                           | 0    | 16   |
| 3 | 4:32  | MIN     | Дэйв Осборн 4-ярдовый тачдаун Фред Кокс экстрапоинт                           | 7    | 16   |
| 3 | 1:22  | KC      | Отис Тейлор 46-ярдовый прием в тачдаун от Лена Доусона , Стенеруд экстрапоинт | 7    | 23   |